# 부귀중학교
부귀중학교(富貴中學校)는 대한민국 전북특별자치도 진안군 부귀면 거석리에 있는 공립 중학교이다.

## 학교 연혁
- 1971년 1월 16일 : 부귀중학교 설립인가
- 1971년 3월 5일 : 개교 및 입학식
- 1977년 12월 20일 : 9학급 인가
- 2012년 3월 1일 : 친환경 아토피 안심학교 지정
- 2017년 3월 1일 : 전라북도교육청지정 혁신학교
- 2024년 1월 5일 : 제51회 졸업 17명(연인원 2,900명)
- 2024년 3월 1일 : 제18대 김규희 교장 부임

## 참고 자료
- 부귀중학교 - 한국교육학술정보원 학교알리미